# Chimarra noebia
Chimarra noebia är en nattsländeart som beskrevs av Malicky och Chantaramongkol 1993. Chimarra noebia ingår i släktet Chimarra och familjen stengömmenattsländor. Inga underarter finns listade i Catalogue of Life.